# シーザーズ・アトランティックシティ
シーザーズ・アトランティックシティ（Caesars Atlantic City）とは、アメリカ合衆国ニュージャージー州アトランティックシティにある、カジノ・ホテル。

## 歴史
元々はハワード・ジョンソンズが保有するレージェンシー・モーターホテルで、1977年にシーザーズ・エンターテインメント（当時はハラーズ・エンターテインメント）が買い取り、カジノホテルに改装して1979年6月26日にオープンした。最初に開業したリゾーツ・カジノ・ホテルに次ぐアトランティックシティに2つ目のカジノホテルとなった。買取時は425室で改装時に7階を増築し客室を548室追加した。
1985年に1,540人を収容するサーカス・マキシムス・シアターがオープン。フランク・シナトラ、ダイアナ・ロス、ライザ・ミネリ、メアリー・J. ブライジ、バディ・ハケット、アン＝マーグレット、ポール・アンカ、ライオネル・リッチー、ティナ・ターナー、ダニー・オズモンド(オズモンド・ブラザーズとして)、セリーヌ・ディオンを始めとする多くの歌手やコメディアンがコンサートやショーを行った。
1987年にシーザーズ・アトランティックシティに名称を変更。1990年から2000年代にかけて改装を開始。1997年には25階建て610室のセンチュリオン・タワーが完成。2006年から2008年に大幅改装工事を実施し、外観をローマ帝国風に改装し駐車場を大幅に増やした。

## レストラン
- ミア（2014年10月閉店）
- モートンズ・ザ・ステーキハウス[1]
- ソウザイ・スシ・サケ・アット・ザ・プレイグランド[2]
- ブッダカン・アット・ザ・プレイグランド[3]
- フィリップス・シーフード・レストラン・アット・ザ・プレイグランド[4]
- ゴードン・ラムゼイ・パブ・アンド・グリル（ゴードン・ラムゼイ監修、2015年2月ミアの跡地にオープン）[5]
- アンチ・アニーズ・アット・ザ・プレイグランド[6]
- シナボン・アット・ザ・グレイグランド[7]
- パレス・コート・ブッフェ
- カフェ・ローマ[8]
- キウィ・ヌードル・ハウス[9]
- ネロズ・イタリアン・ステーキハウス
- シーザーズ・サンデー・ブランチ・アット・ザ・ネロズ
- タッザ
- ダイニング・デールズ/ハッピーハウス
- コンチネンタル・アット・ザ・プレイグランド
- ピザ・ディ・ギオルジオ・カフェ・アット・ザ・プレイグランド

## カジノエリア
- パレス・イースト（アジア風ゲームエリア）
- ソルツ・セコンドフロア・カジノ（メインのカジノフロア）
- ポーカー・ルーム（20個のテーブルが置かれている）
- テーブル・ゲームス（120個のテーブルが置かれている）